# ハリー・グレッグソン＝ウィリアムズ
ハリー・グレッグソン＝ウィリアムズ（Harry Gregson-Williams、1961年12月13日 - ）は、イギリス、イングランド出身の作曲家。主に『キングダム・オブ・ヘブン』や『ナルニア国物語』などの映画音楽を中心として活動している。『ナルニア国物語/第1章: ライオンと魔女』でゴールデングローブ賞 作曲賞、『ナルニア国物語/第2章:カスピアン王子の角笛』でグラミー賞 映画・テレビサウンドトラック部門にノミネートされた。

## 来歴・人物
本格的に活動を始める以前のハリーは、弟のルパートと共にイングランドのサリーにある『アムズベリー学校』で音楽の教員として勤務していた。しかしその後、ハリーは生徒としてギルドホール音楽演劇学校で音楽の勉強をしたという。その後はハンス・ジマーのリモート・コントロール・プロダクションに所属した。
日本製ゲーム『メタルギアソリッドシリーズ』の音楽を担当していることでも知られている。

### 『メタルギアソリッドシリーズ』にまつわる話
ハリーの代表作のひとつとして、日本製テレビゲーム『メタルギアソリッドシリーズ』が挙げられる。ハリーはこの『メタルギアソリッド2』から最新作の『メタルギアソリッドV』に参加している。
初参加の『2』では基本的にメインテーマを含めオープニングやイベント、エンディングなど『ゲーム』部分ではなくキャラクター達の会話シーンである『ドラマ』部分の担当のみにとどまったが、その続編である『メタルギアソリッド3 スネークイーター』では戦闘シークエンス（つまり、プレイヤーが主人公スネークを操作し、敵と交戦する場面）の音楽も担当している。サウンドトラックで表現すると、DISC2の5曲目と6曲目「Sidecar - Escape From The Fortress（要塞からの脱出）」と「Sidecar - On The Rail Bridge（レールブリッジの上で）」の2曲などである。タイトルどおり主人公がサイドカーに搭乗し、敵基地から脱出するシークエンスでの楽曲となる。
そのほか、サウンドトラックにメッセージを添えたり、『METAL GEAR 20th ANNIVERSARY』にビデオレターを送るなど本シリーズに対して友好的な部分が窺える。

### 家族
弟のルパート・グレッグソン＝ウィリアムズも作曲家である。1966年生まれ。映画音楽やテレビゲームの作曲を担当している。主な作品は『ベッドタイム・ストーリー』や『バトルフィールド2 モダンコンバット』など。

## フィルモグラフィ

### 映画
- 『草の上の月』 - The Whole Wide World (1996年) ※ハンス・ジマーとの共同作業
- 『ザ・ロック』 - The Rock (1996年) ※ハンス・ジマー、ニック・グレニー＝スミスとの共同作業
- 『ライアー』 - Deceiver (1997年)
- 『リプレイスメント・キラー』 - The Replacement Killers (1998年)
- 『アンツ』 - Antz (1998年) ※ジョン・パウエルとの共同作業
- 『エネミー・オブ・アメリカ』 - Enemy of the State (1998年) ※トレヴァー・ラビンとの共同作業
- 『アルマゲドン』 - Armageddon (1998年) ※トレヴァー・ラビンに協力
- 『チキンラン』 - Chicken Run (2000年)
- 『ティガー・ムービー プーさんの贈りもの』 - The Tigger Movie (2000年)
- 『シュレック』 - Shrek (2001年)
- 『スパイ・ゲーム』 - Spy Game (2001年)
- 『フォーン・ブース』 - Phone Booth (2002年)
- 『シンドバッド 7つの海の伝説』 - Sinbad: Legend of the Seven Seas (2003年)
- 『ヴェロニカ・ゲリン』 - Veronica Guerin (2003年)
- 『ランダウン ロッキング・ザ・アマゾン』 - The Rundown (2003年)
- 『マイ・ボディガード』 - Man on Fire (2004年)
- 『シュレック2』 - Shrek 2 (2004年)
- 『チーム★アメリカ/ワールドポリス』 - Team America: World Police (2004年)
- 『ブリジット・ジョーンズの日記 きれそうなわたしの12か月』 - Bridget Jones: The Edge of Reason (2004年)
- 『キングダム・オブ・ヘブン』 - Kingdom of Heaven (2005年)
- 『ドミノ』 - Domino (2005年)
- 『ナルニア国物語/第1章:ライオンと魔女』 - The Chronicles of Narnia: The Lion, the Witch and the Wardrobe (2005年)
- 『デジャヴ』 - Déjà Vu (2006年)
- 『シュレック3』 - Shrek the Third (2007年)
- 『ナンバー23』 - The Number 23 (2007年)
- 『ゴーン・ベイビー・ゴーン』 - Gone Baby Gone (2007年)
- 『ナルニア国物語/第2章:カスピアン王子の角笛』 - The Chronicles of Narnia: Prince Caspian (2008年)
- 『ウルヴァリン:X-MEN ZERO』 - X-Men Origins: Wolverine (2009年)
- 『サブウェイ123 激突』 - The Taking of Pelham 123 (2009年)
- 『シュレック フォーエバー』 - Shrek Forever After (2010年)
- 『プリンス・オブ・ペルシャ/時間の砂』 - Prince of Persia: The Sands of Time (2010年)
- 『ザ・タウン』 - The Town (2010年)
- 『アンストッパブル』 - Unstoppable (2010年)
- 『LIFE IN A DAY 地球上のある一日の物語』 - Life in a Day (2011年)
- 『カウボーイ & エイリアン』 - Cowboys & Aliens (2011年)
- 『アーサー・クリスマスの大冒険』 - Arthur Christmas (2011年)
- 『プロメテウス』 - Prometheus (2012年)
- 『トータル・リコール』 - Total Recall (2012年)
- 『ザ・イースト』 - The East (2013年)
- 『イコライザー』 - The Equalizer (2014年)
- 『ブラックハット』 - Blackhat (2015年)
- 『オデッセイ』 - The Martian (2015年)
- 『マイ・ベスト・フレンド』 - Miss You Already (2015年)
- 『夜に生きる』 - Live by Night (2016年)
- 『ユダヤ人を救った動物園 〜アントニーナが愛した命〜』 - The Zookeeper's Wife (2017年)
- 『アーリーマン 〜ダグと仲間のキックオフ!〜』 - Early Man (2018年)
- 『MEG ザ・モンスター』 - The Meg (2018年)
- 『イコライザー2』 - The Equalizer 2 (2018年)
- 『ムーラン (2020年の映画)』 - Mulan (2020年)
- 『最後の決闘裁判』 - The Last Duel (2021年)
- 『ハウス・オブ・グッチ』 - House of Gucci (2021年)
- 『リターン・トゥ・スペース』 - Return to Space (2022年)
- 『ホッキョクグマの子育てサバイバル』 - Polar Bear (2023年)
- 『MEG ザ・モンスターズ2』 - Meg 2: The Trench (2023年)

### テレビ
- 『シュレックの愉快なクリスマス』 - Shrek the Halls (2007年)
- 『フィリップ・K・ディックのエレクトリック・ドリームズ』 - Philip K. Dick's Electric Dreams (2017年-2018年)
- 『ギルデッド・エイジ -ニューヨーク黄金時代-』 - The Gilded Age (2022年)

### ゲーム
- 『メタルギアソリッド2』 - Metal Gear Solid 2: Sons of Liberty (2001年) ※日比野則彦との共同作業
- 『メタルギアソリッド3』 - Metal Gear Solid 3: Snake Eater (2004年) ※上記同様
- 『コール オブ デューティ4 モダン・ウォーフェア』 - Call of Duty 4: Modern Warfare (2007年) ※メインテーマなどを担当。他の楽曲はスティーブン・バートンが担当
- 『メタルギアソリッド4』 - Metal Gear Solid 4: Guns of the Patriots (2008年) ※戸田信子（戸田色音）との共同作業
- 『メタルギアソリッドV』 - Metal Gear Solid V: Ground Zeroes (2014年) ※本田晃弘との共同作業
- 『コール オブ デューティ アドバンスド・ウォーフェア』 - Call of Duty: Advanced Warfare (2014年)